# Vulcana
Miriam Kate Williams (ur. 1875; zm. 8 sierpnia 1946) – walijska strongwoman i kulturystka pochodzenia irlandzkiego, występująca pod pseudonimem Vulcana. Znana również jako Kate Roberts. Zasłynęła z dużej siły fizycznej wśród kobiet na początku XX wieku.

## Kariera

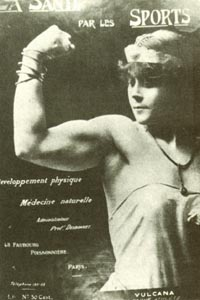
Vulcana na okładce czasopisma sportowego „La Santé par les Sports”

Urodzona w irlandzkiej rodzinie w walijskim mieście Abergavenny. Jako nastolatka uczęszczała na zajęcia sportowe prowadzone w salach gimnastycznych dla kobiet – tam też spotkała swojego przyszłego partnera życiowego – Williama Robertsa (pseud. Atlas). W 1892 r. zadebiutowali w music-hallu w Londynie jako „The Atlas and Vulcana Group of Society Athletes”. Później rozpoczęli występy w Europie Zachodniej oraz Australii, gdzie zostali zaproszeni przez aktora i śpiewaka Harry’ego Rickardsa.
Bardzo dużą popularność zdobyła we Francji, gdzie swoją siłą zaimponowała zawodnikom z klubu podnoszenia ciężarów „Halterophile Club de France”. Otrzymała wtedy medal za występ siłowy od Edmonda Desbonneta, nazywanego „ojcem francuskiej kulturystyki” oraz pojawiła się na okładce magazynu sportowego La Santé par les Sports. Potwierdzono kilka rekordów jakie dokonała na polu podnoszenia ciężarów. Jednym z nich było wyciśnięcie ćwiczeniem bent press na prawej ręce ciężarka o wadze 56,5 kg. Vulcana wielokrotnie stawała się pozytywną bohaterką wielu incydentów. Oto kilka z nich, które zostały potwierdzone:
- W 1888 r. w wieku 13 lat zatrzymała galopującego konia.
- W lipcu 1901 r. uratowała dwoje tonących dzieci w rzece Usk – otrzymała wtedy nagrodę za odwagę.
- W 1902 czasopismo „Punch” opisało wydarzenie, w którym Vulcana znokautowała kieszonkowca, który próbował ukraść jej portmonetkę[2].
- Na początku czerwca 1921 r. doszło do pożaru Garrick Theatre w Edynburgu gdzie miał miejsce jeden z występów – Vulcana uratowała z pożaru konia doznając poparzeń głowy – otrzymała za to wyróżnienie oraz nagrodę.

W latach 20. XX wieku wraz z mężem osiedliła się w Londynie. W 1939 r. została potrącona przez samochód, po którym doznała uszkodzenia mózgu. Zmarła w 1946 r. przeżywając zarówno swojego męża Williama Robertsa oraz najmłodszą córkę (oboje również zmarli w 1946 r. niedługo przed śmiercią Vulcany).
W swej profesjonalnej karierze (była aktywna do 1932 r.), zdobyła ponad 100 odznaczeń i medali za występy w music-hallach na całym świecie.

### Życie osobiste
Williams i Roberts nigdy się nie pobrali, jednakże oboje doczekali się sześciorga dzieci Williama, Hedleya, Augustusa, Arthura, Norę i Monę. Podczas występów zapowiadani byli jako „brat i siostra”, przy czym samą Vulcanę prasa określała jako „najsilniejszą kobietą na świecie”.

## Ciekawostki
- W australijskim mieście Brisbane istnieje cyrk „Vulcana Women's Circus”, który swoją nazwę zawdzięcza Vulcanie i szkoli dziewczęta w sztukach cyrkowych[5].